# 土岐賴遠
土岐賴遠（とき よりとお），是鎌倉時代末期至南北朝時代的武將，擔任美濃國守護。

## 生平
他是土岐賴貞的第七子，出生於大富館。幼名為土岐七郎，並未遷往父親賴貞的一日市場館，而是繼承了大富館。
他的兄長包括在東寺之戰中聲名大噪的惡源太賴直、參與周請之亂的賴衡與賴連，以及成為伊予國守護的賴清等人。異母弟則有參與正中之變的賴兼、成為美濃國第三代守護的賴明，以及明智氏的祖先長山賴基等。
他與父親賴貞一同最初仕於鎌倉幕府的執權北條得宗家及六波羅探題。後來響應後醍醐天皇，起兵反對鎌倉幕府，之後轉而效忠足利尊氏，轉戰各地，是著名的「婆娑羅大名」之一。

## 軍事活動
延元元年／建武三年（1336年）的多多良濱之戰中，他與菊池武敏作戰，同年又在京都與新田義貞交戰。
暦應元年（1338年）參加與北畠顯家的青野原之戰，並與新田義貞之弟脇屋義助交戰，作為北朝（足利氏）一方，參與了多場對抗南朝的戰役。
根據《太平記》記載，青野原之戰是因賴遠主張在美濃作戰而爆發。在足利軍其他部隊潰敗的情況下，他率領一千精兵奮戰如鬼神，對抗據稱有五十萬騎的奧州軍。
然而，足利軍最終敗北，賴遠一度失蹤（後來歸還）。北畠軍因此戰損失慘重，成為其後敗退的原因之一。《太平記》中對賴遠的武名給予高度評價。

## 擔任守護與後期事蹟
暦應二年（1339年），父親去世後繼承家督，成為土岐氏總領，並就任美濃國守護。因多次出兵京都，於同年將本據地由土岐郡的一日市場館（鶴ヶ城）遷至靠近京都的厚見郡，並將守護所設於長森城。
暦應三年（1340年），與土岐賴康等人於9月19日攻打南朝方的脇屋義助（當時敗退至美濃國根尾城），脇屋義助逃往尾張。之後賴遠繼續轉戰各地，屢建戰功，但也因名聲而驕傲自滿。
康永元年（1342年）9月6日，他在參加完笠懸後，酒醉之下遇見光嚴上皇的牛車，竟口出狂言：「是院（天皇）嗎？還是犬？若是犬，就射了吧！」並將牛車踢倒（也有說法是射箭），此為大不敬之舉。
足利直義（尊氏之弟）得知後大怒，下令逮捕賴遠。賴遠一度返回美濃圖謀叛亂失敗，逃至夢窗疎石所在的臨川寺請求赦免。
由於各方紛紛為其求情，足利直義表示：「若是國師（夢窗）的請求，則賴遠處以嚴罰，但赦免土岐一族。」賴遠最終被幕府軍包圍臨川寺後捕獲，交由侍所頭人細川顯氏，於12月1日在京都六條河原被斬首。

## 評價與影響
婆娑羅大名多輕視朝廷等舊有權威，但對直義而言，光嚴上皇是其兄尊氏被任命為征夷大將軍與光明天皇即位的正統依據（治天之君），因此不能容忍任何動搖其權威的行為，否則將危及室町幕府的正統性。為維護兄長與幕府的正統性，直義選擇重視上皇的權威高於功臣性命。
根據高僧夢窗的說法，賴遠的軍事才能受到廣泛認可，直至處刑前仍有不斷的赦免請求。
有觀點認為，事件發生於9月，處刑卻延至12月，正是因為其戰功卓著。也因此，原本應該斷絕的土岐氏得以延續，家督由其姪子土岐賴康繼承。

## 後代與文化貢獻
賴遠有九子，其中光明等人分別遷至本巢郡、山縣郡、不破郡定居，成為當地土著。
雖以武將著稱，但他亦具文化人一面，其和歌被收錄於《新千載和歌集》、《新拾遺和歌集》、《新後拾遺和歌集》。他亦如其父般致力於寺社創建，邀請夢窗疎石至美濃，在加茂郡創建妙樂寺與東光寺。
法名為「乘船寺覺然大悟大居士」。其墓據傳為位於岐阜縣岐阜市手力雄神社的寶篋印塔。